# Børne1eren
Børne1eren var et program for børn i alderen 8-13, der blev sendt alle hverdage fra ca. 16:30 til 17:00 i årene 1994 til 2001 på DR1.
Hver torsdag var der Børne1eren Live, hvor der brev sendt live fra studiet, diverse emner blev taget op, der kom gæster, blev afholdt seerkonkurrencer mm.
I 2001 måtte Børne1eren forlade skærmen til fordel for ungdomsprogrammet Boogie, som dog henvender sig til en lidt ældre aldersgruppe (15-18) og blev sendt i tidsrummet 16-17. I tidsrummet 17-18 kom der nu et nyt program for børn i alderen 8-13 ved navn Barracuda, der dog sendte færre live-shows end Børne1eren og flere tegnefilm.